# Festival international du film de Toronto 2003

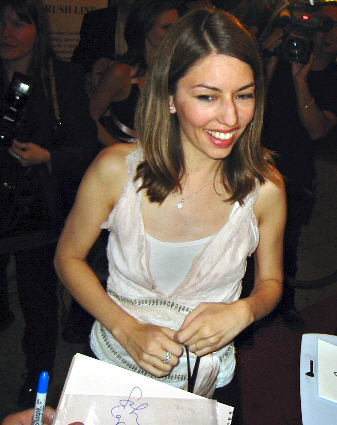
Sofia Coppola à la première de Lost in Translation lors du Festival international du film de Toronto en 2003.

Le Festival international du film de Toronto 2003, 28e édition du festival, s'est déroulé du 4 au 13 septembre 2003.

## Prix
| Prix                                  | Film                                | Réalisateur      |
| ------------------------------------- | ----------------------------------- | ---------------- |
| People's Choice Award                 | Zatōichi                            | Takeshi Kitano   |
| Discovery Award                       | Rhinoceros Eyes                     | Aaron Woodley    |
| Best Canadian Feature Film            | Les Invasions barbares              | Denys Arcand     |
| Best Canadian First Feature Film      | Love, Sex and Eating the Bones (en) | Sudz Sutherland  |
| Best Canadian Short Film              | Aspiration                          | Constant Mentzas |
| FIPRESCI International Critics' Award | Noviembre (en)                      | Achero Mañas     |

## Programmes

### Viacom Galas
- Bon voyage de Jean-Paul Rappeneau
- The Boys from County Clare (en) de John Irvin
- Code 46 de Michael Winterbottom
- Company de Robert Altman
- Danny Deckchair (en) de Jeff Balsmeyer
- La Jeune Fille à la perle de Peter Webber
- Buongiorno, notte de Marco Bellocchio
- La Couleur du mensonge (The Human Stain) de Robert Benton
- In the Cut de Jane Campion
- Les Invasions barbares de Denys Arcand
- Mambo Italiano d'Émile Gaudreault
- Les Associés de Ridley Scott
- Nathalie... d'Anne Fontaine
- Out of Time de Carl Franklin
- The Republic of Love de Deepa Mehta
- Rosenstrasse de Margarethe von Trotta
- Rock Academy de Richard Linklater
- Veronica Guerin de Joel Schumacher

### Canadian Open Vault
- L'Apprentissage de Duddy Kravitz de Ted Kotcheff

### Canadian Retrospective
- Back to God's Country de David M. Hartford
- A Bear, a Boy and a Dog de Bert Van Tuyle
- The Grub Stake de Bert Van Tuyle et Nell Shipman
- The Light on Lookout de Bert Van Tuyle et Nell Shipman
- Something New de Bert Van Tuyle et Nell Shipman
- The Story of Mr. Hobbs de Lorenzo Alagio
- The Trail of the North Wind de Nell Shipman
- White Water de Bert Van Tuyle et Nell Shipman

### Contemporary World Cinema
- Abjad de Abolfazl Jalili
- Alexandra's Project de Rolf de Heer
- Antenna de Kazuyoshi Kumakiri
- At Five in the Afternoon de Samira Makhmalbaf
- B-Happy de Gonzalo Justiniano
- Bright Young Things de Stephen Fry
- Broken Wings de Nir Bergman
- Sang et Or (Crimson Gold) de Jafar Panahi
- Depuis qu'Otar est parti… de Julie Bertuccelli
- Drifters de Wang Xiaoshuai
- Dummy de Greg Pritikin (en)
- Errance de Damien Odoul
- The Event de Thom Fitzgerald
- Evil de Mikael Håfström
- Facing Windows de Ferzan Özpetek
- Forest de Benedek Fliegauf
- Böse Zellen de Barbara Albert
- Fuse de Pjer Žalica
- The Galíndez File de Gerardo Herrero
- Golden Chicken de Samson Chiu
- Good Bye, Lenin! de Wolfgang Becker
- Une femme coréenne de Im Sang-soo
- Grimm de Alex van Warmerdam
- Gun-shy de Dito Tsintsadze
- Incantato de Pupi Avati
- Las horas de día de Jaime Rosales
- I'm Not Scared de Gabriele Salvatores
- Identity Kills de Sören Voigt
- En la ciudad de Cesc Gay
- Intermission de John Crowley
- Interview de Theo van Gogh
- James' Journey to Jerusalem de Ra'anan Alexandrowicz
- Japanese Story de Sue Brooks
- Kamchatka de Marcelo Piñeyro
- Kitchen Stories de Bent Hamer
- Last Life in the Universe de Pen-ek Ratanaruang
- The Last Virgin de Joel Lamangan
- Loving Glances de Srđan Karanović
- The Magic Gloves de Martín Rejtman
- Where Is Madame Catherine? de Marc Recha
- Memories of Murder de Bong Joon-ho
- Milwaukee, Minnesota de Allan Mindel
- The Mother de Roger Michell
- Ma vie sans moi d'Isabel Coixet
- Noi the Albino de Dagur Kári
- Nicotina de Hugo Rodríguez
- Nos enfants chéris de Benoît Cohen
- Osama de Siddiq Barmak
- Pieces of April de Peter Hedges
- Prey for Rock & Roll de Alex Steyermark
- The Principles of Lust de Penny Woolcock
- Prosti de Erik Matti
- PTU de Johnnie To
- Pupendo de Jan Hřebejk
- Purple Butterfly de Lou Ye
- Who Killed Bambi? de Gilles Marchand
- Ramblers de Nobuhiro Yamashita
- Remake de Dino Mustafić
- Souviens-toi de moi de Gabriele Muccino
- Le Retour d'Andreï Zviaguintsev
- Secret File de Paolo Benvenuti
- Shara de Naomi Kawase
- Silence Between Two Thoughts de Babak Payami
- So Far Away de Juan Carlos Tabío
- Al sur de Granada de Fernando Colomo
- Spring, Summer, Fall, Winter... and Spring de Kim Ki-duk
- Stander de Bronwen Hughes
- Stormy Weather de Sólveig Anspach
- Struggle de Ruth Mader
- SuperTex de Jan Schütte
- Testosterone de David Moreton
- All the Fine Promises de Jean-Paul Civeyrac
- Travellers and Magicians de Dzongsar Jamyang Khyentse Rinpoché
- Vibrator de Ryūichi Hiroki
- Vodka Lemon de Hiner Saleem
- What the Eye Doesn't See de Francisco José Lombardi
- Wilbur de Lone Scherfig
- Wonderland de James Cox
- Young Adam de David Mackenzie

### Dialogues: Talking With Pictures
- Alien de Ridley Scott
- Enquête sur une passion (Bad Timing) de Nicolas Roeg
- Vivre de Akira Kurosawa
- Nashville de Robert Altman
- Coup de cœur de Francis Ford Coppola
- Cabra Marcada para Morrer de Eduardo Coutinho

### Director's Spotlight
- Clouds of May de Nuri Bilge Ceylan
- The Confession de Zeki Demirkubuz
- Uzak de Nuri Bilge Ceylan
- Encounter de Ömer Kavur
- Fate de Zeki Demirkubuz
- Anayurt Oteli de Ömer Kavur
- The Secret Face de Ömer Kavur
- Kasaba de Nuri Bilge Ceylan
- The Third Page de Zeki Demirkubuz

### Discovery
- 11:14 de Greg Marcks
- 16 Years of Alcohol de Richard Jobson
- Ana and the Others de Celina Murga
- Christmas de Gregory King
- Les Corps impatients de Xavier Giannoli
- Dallas 362 de Scott Caan
- Easy de Jane Weinstock
- The Green Butchers de Anders Thomas Jensen
- I Love Your Work de Adam Goldberg
- Love Me If You Dare de Yann Samuell
- Koktebel de Boris Khlebnikov et Alexei Popogrebski
- The Last Customer de Nanni Moretti
- Madness and Genius de Ryan Eslinger
- Maqbool de Vishal Bhardwaj
- My Father and I de Xu Jinglei
- My Town de Marek Lechki
- Matrubhoomi de Manish Jha
- Noviembre de Achero Mañas
- Rhinoceros Eyes de Aaron Woodley
- Rick de Curtiss Clayton
- Sexual Dependency de Rodrigo Bellott
- A Smile de Park Kyung-hee
- Ljeto u zlatnoj dolini de Srđan Vuletić
- This Little Life de Sarah Gavron
- The Triggerstreet.com Project

### Masters
- Casa de los babys de John Sayles
- Chokher Bali, A Passion Play de Rituparno Ghosh
- Come and Go de João César Monteiro
- Dying at Grace de Allan King
- Elephant de Gus Van Sant
- Seule la mort peut m'arrêter de Mike Hodges
- Un film parlé de Manoel de Oliveira
- Le Temps du loup de Michael Haneke
- Zatoichi de Takeshi Kitano

### Midnight Madness
Midnight Madness
- Cypher de Vincenzo Natali
- End of the Century: The Story of the Ramones de Jim Fields et Michael Gramaglia
- Gozu de Takashi Miike
- The Grudge de Takashi Shimizu
- Haute Tension de Alexandre Aja
- Ong-Bak: Muay Thai Warrior de Prachya Pinkaew
- Save the Green Planet! de Jang Joon-hwan
- Undead de Peter Spierig et Michael Spierig
- Underworld de Len Wiseman

### National Cinema
- Bus 174 de José Padilha
- Carandiru de Hector Babenco
- God Is Brazilian de Carlos Diegues
- The Man of the Year de José Henrique Fonseca
- Margarette's Feast de Renato Falcão
- The Middle of the World de Vicente Amorim
- The Storytellers de Eliane Caffé

### Perspective Canada
- 20h17 rue Darling de Bernard Émond
- Animal Nightmares de Peter Lynch
- Aspiration de Constant Mentzas
- Bager de Tomi Grgicevic
- The Big Charade de Jesse McKeown
- The Bread Maker de Anita McGee
- The Corporation de Mark Achbar et Jennifer Abbott
- Déformation Personnelle de Jean-François Asselin
- Defile in Veil de Deco Dawson
- DNA de Jack Blum
- The Dog Walker de James Genn
- Emile de Carl Bessai
- Exposures de Matt Sinclair-Foreman
- An Eye for an Eye de David Rimmer
- Falling Angels de Scott Smith
- The Fever of the Western Nile de Deco Dawson
- Flyerman de Jeff Stephenson et Jason Tan
- The Garden de Jason Buxton
- Gaz Bar Blues de Louis Bélanger
- Grotesque de Wrik Mead
- Guest Room de Skander Halim
- her carnal longings de Izabella Pruska-Oldenhof
- Hollywood North de Peter O'Brian
- Imitations of Life de Mike Hoolboom
- In the Dark de Mike Hoolboom
- Jours en fleurs de Louise Bourque
- The Last Night de Mathieu Guez
- A Little Life de Elizabeth Murray
- Love, Sex and Eating the Bones de Sudz Sutherland
- The Magical Life of Long Tack Sam de Ann Marie Fleming
- Mardi (Quel jour était-ce?) de Lyne Charlebois
- Moccasin Flats de Randy Redroad
- Noël Blank de Jean-François Rivard
- Not a Fish Story de Anita Doron
- Nothing de Vincenzo Natali
- On the Corner de Nathaniel Geary
- Passages de John Price
- Perfect de Boris Rodriguez
- Pop Song de Charles Officer
- A Problem with Fear de Gary Burns
- Proteus de John Greyson
- Saskatchewan Part 2 de Brian Stockton
- The School de Ezra Krybus et Matthew Miller
- She Was Cuba de Ho Tam
- Shooting Star de Jason Britski
- Sometimes a Voice de Simon Davidson
- Song of Wreckage de Ryan Redford
- Terminal Venus de Alexandre Franchi
- Todd and the Book of Pure Evil de Craig D. Wallace
- Totem: The Return of the G'psgolox Pole de Gil Cardinal
- The Truth about Head de Dale Heslip
- Twist de Jacob Tierney
- Why the Anderson Children Didn't Come to Dinner de Jamie Travis
- Wildflowers de Geoffrey Uloth
- X Man de Christopher Hinton

### Planet Africa
- Afropunk: The "Rock n Roll Nigger" Experience de James Spooner
- Dark de D. A. Bullock
- His/Her Story de Nzinga Kemp
- Histoire de Tresses de Jacqueline Kalimunda
- Baadasssss! de Mario Van Peebles
- Mille mois de Faouzi Bensaïdi
- Moi et mon blanc de S. Pierre Yameogo
- One Love de Rick Elgood et Don Letts
- Outcry de Destau Damtou
- Short on Sugar de Joseph Anaya
- Le Silence de la forêt de Didier Ouénangaré et Bassek Ba Kobhio
- The Sky in Her Eyes de Ouida Smit et Madoda Ncayiyana
- Soldiers of the Rock de Norman Maake
- Strange & Charmed de Shari Frilot
- Valley of the Innocent de Branwen Okpako
- Les Yeux secs de Narjiss Nejjar

### Real to Reel
- The Agronomist de Jonathan Demme
- Aileen: Life and Death of a Serial Killer de Nick Broomfield et Joan Churchill
- The Blonds de Albertina Carri
- Bright Leaves de Ross McElwee
- Destiny's Children de Pimmi Pândé
- Dream Cuisine de Li Ying
- Enquête sur le monde invisible de Jean-Michel Roux
- Festival Express de Bob Smeaton
- The Five Obstructions de Lars von Trier et Jørgen Leth
- Game Over: Kasparov and the Machine de Vikram Jayanti
- Jesus, You Know de Ulrich Seidl
- Los Angeles Plays Itself de Thom Andersen
- Mayor of the Sunset Strip de George Hickenlooper
- Molly & Mobarak de Tom Zubrycki
- The Passion of María Elena de Mercedes Moncada
- The Revolution Will Not Be Televised de Kim Bartley et Donnacha O'Briain
- S21, la machine de mort Khmère rouge de Rithy Panh
- The Story of the Weeping Camel de Byambasuren Davaa et Luigi Falorni
- Tibet: Cry of the Snow Lion de Tom Peosay
- Tom Dowd and the Language of Music de Mark Moormann
- West of the Tracks, Part I: Rust de Wang Bing
- West of the Tracks, Part II: Remnants de Wang Bing
- West of the Tracks, Part III: Rails de Wang Bing
- The Yes Men de Dan Ollman, Sarah Price et Chris Smith

### Special Presentations
- 21 Grams de Alejandro González Iñárritu
- Alila de Amos Gitaï
- The Best of Youth de Marco Tullio Giordana
- Cheeky de David Thewlis
- Coffee and Cigarettes de Jim Jarmusch
- The Cooler de Wayne Kramer
- Dogville de Lars von Trier
- Far Side of the Moon de Robert Lepage
- The Fog of War de Errol Morris
- Go Further de Ron Mann
- The Gospel of John de Philip Saville
- La Grande Séduction de Jean-François Pouliot
- Histoire de Marie et Julien de Jacques Rivette
- Lost in Translation de Sofia Coppola
- Love Actually de Richard Curtis
- La Veuve joyeuse d'Erich von Stroheim
- Monsieur Ibrahim et les Fleurs du Coran de François Dupeyron
- Père et fils de Michel Boujenah
- Raja de Jacques Doillon
- The Saddest Music in the World de Guy Maddin
- Les Sentiments de Noémie Lvovsky
- Shattered Glass de Billy Ray
- The Singing Detective de Keith Gordon
- The Snow Walker de Charles Martin Smith
- The Station Agent de Tom McCarthy
- La Mort suspendue de Kevin Macdonald
- Valentín d'Alejandro Agresti
- Zhou Yu's Train de Sun Zhou

### Visions
- Bright Future de Kiyoshi Kurosawa
- The Brown Bunny de Vincent Gallo
- Cremaster 3 de Matthew Barney
- Goodbye, Dragon Inn de Tsai Ming-liang
- Greendale de Bernard Shakey a.k.a. Neil Young
- In This World de Michael Winterbottom
- Nine Souls de Toshiaki Toyoda
- Des Plumes dans la tête de Thomas de Thier
- Sansa de Siegfried
- The Tesseract de Oxide Pang
- Les Triplettes de Belleville de Sylvain Chomet
- The Tulse Luper Suitcases, Episode 3. Antwerp de Peter Greenaway
- The Tulse Luper Suitcases, Part 1. The Moab Story de Peter Greenaway
- Twentynine Palms de Bruno Dumont

### Wavelengths
- Bouquet 25 de Rose Lowder
- Chinese Series de Stan Brakhage
- Cocteau Cento de Dan Boord et Luis Valdovino
- Early Monthly Segments de Robert Beavers
- Fear of Blushing de Jennifer Reeves
- The Ground de Robert Beavers
- He Walked Away de Jennifer Reeves
- The Hedge Theater de Robert Beavers
- Horizontal Boundaries Second Projection de Pat O'Neill
- In the Garden de Ute Aurand et Bärbel Freund
- Interior de Jim Jennings
- Let's Make a Sandwich de Pat O'Neill
- Meditations on Revolution, Part V: Foreign City de Robert Fenz
- Megalopolis de Jim Jennings
- No de Sharon Lockhart
- Noor de Deborah Phillips
- Outline de Sandra Gibson
- Psalm III: "Night of the Meek" de Phil Solomon
- Quadro de Lotte Schreiber
- Rolling in My Ears de Barry Gerson
- Seasons de Phil Solomon et Stan Brakhage
- Stan's Window and Work in Progress de Stan Brakhage
- System of Transitions de Johannes Hammel
- Translucent Appearances de Barry Gerson
- The Visitation de Nathaniel Dorsky